# Darren Patterson
Darren James Patterson (Belfast, 15 ottobre 1969) è un allenatore di calcio ed ex calciatore nordirlandese, di ruolo difensore.

## Palmarès

### Giocatore

#### Competizioni nazionali
- Campionato inglese di seconda divisione: 1

Crystal Palace: 1993-1994

## Statistiche

### Cronologia presenze e reti in nazionale
| Cronologia completa delle presenze e delle reti in nazionale ― Irlanda del Nord | Cronologia completa delle presenze e delle reti in nazionale ― Irlanda del Nord | Cronologia completa delle presenze e delle reti in nazionale ― Irlanda del Nord | Cronologia completa delle presenze e delle reti in nazionale ― Irlanda del Nord | Cronologia completa delle presenze e delle reti in nazionale ― Irlanda del Nord | Cronologia completa delle presenze e delle reti in nazionale ― Irlanda del Nord | Cronologia completa delle presenze e delle reti in nazionale ― Irlanda del Nord | Cronologia completa delle presenze e delle reti in nazionale ― Irlanda del Nord |
| Data                                                                            | Città                                                                           | In casa                                                                         | Risultato                                                                       | Ospiti                                                                          | Competizione                                                                    | Reti                                                                            | Note                                                                            |
| ------------------------------------------------------------------------------- | ------------------------------------------------------------------------------- | ------------------------------------------------------------------------------- | ------------------------------------------------------------------------------- | ------------------------------------------------------------------------------- | ------------------------------------------------------------------------------- | ------------------------------------------------------------------------------- | ------------------------------------------------------------------------------- |
| 3-6-1994                                                                        | Boston                                                                          | Colombia                                                                        | 2 – 0                                                                           | Irlanda del Nord                                                                | Amichevole                                                                      | -                                                                               | 46’                                                                             |
| 11-6-1994                                                                       | Miami                                                                           | Messico                                                                         | 3 – 0                                                                           | Irlanda del Nord                                                                | Amichevole                                                                      | -                                                                               | 46’                                                                             |
| 16-11-1994                                                                      | Belfast                                                                         | Irlanda del Nord                                                                | 0 – 4                                                                           | Irlanda                                                                         | Qual. Euro 1996                                                                 | -                                                                               | 46’                                                                             |
| 29-3-1995                                                                       | Dublino                                                                         | Irlanda                                                                         | 1 – 1                                                                           | Irlanda del Nord                                                                | Qual. Euro 1996                                                                 | -                                                                               |                                                                                 |
| 26-4-1995                                                                       | Riga                                                                            | Lettonia                                                                        | 0 – 1                                                                           | Irlanda del Nord                                                                | Qual. Euro 1996                                                                 | -                                                                               |                                                                                 |
| 22-5-1995                                                                       | Edmonton                                                                        | Canada                                                                          | 2 – 0                                                                           | Irlanda del Nord                                                                | Amichevole                                                                      | -                                                                               |                                                                                 |
| 25-5-1995                                                                       | Edmonton                                                                        | Cile                                                                            | 2 – 1                                                                           | Irlanda del Nord                                                                | Amichevole                                                                      | -                                                                               | 85’                                                                             |
| 7-6-1995                                                                        | Belfast                                                                         | Irlanda del Nord                                                                | 1 – 2                                                                           | Lettonia                                                                        | Qual. Euro 1996                                                                 | -                                                                               | 46’                                                                             |
| 27-3-1996                                                                       | Belfast                                                                         | Irlanda del Nord                                                                | 0 – 2                                                                           | Norvegia                                                                        | Amichevole                                                                      | -                                                                               | 46’                                                                             |
| 24-4-1996                                                                       | Belfast                                                                         | Irlanda del Nord                                                                | 1 – 2                                                                           | Svezia                                                                          | Amichevole                                                                      | -                                                                               |                                                                                 |
| 22-4-1998                                                                       | Belfast                                                                         | Irlanda del Nord                                                                | 1 – 0                                                                           | Svizzera                                                                        | Amichevole                                                                      | 1                                                                               |                                                                                 |
| 3-6-1998                                                                        | Santander                                                                       | Spagna                                                                          | 4 – 1                                                                           | Irlanda del Nord                                                                | Amichevole                                                                      | -                                                                               | 64’                                                                             |
| 10-10-1998                                                                      | Belfast                                                                         | Irlanda del Nord                                                                | 1 – 0                                                                           | Finlandia                                                                       | Qual. Euro 2000                                                                 | -                                                                               |                                                                                 |
| 18-11-1998                                                                      | Belfast                                                                         | Irlanda del Nord                                                                | 2 – 2                                                                           | Moldavia                                                                        | Qual. Euro 2000                                                                 | -                                                                               |                                                                                 |
| 27-3-1999                                                                       | Belfast                                                                         | Irlanda del Nord                                                                | 0 – 3                                                                           | Germania                                                                        | Qual. Euro 2000                                                                 | -                                                                               |                                                                                 |
| 31-3-1999                                                                       | Chișinău                                                                        | Moldavia                                                                        | 0 – 0                                                                           | Irlanda del Nord                                                                | Qual. Euro 2000                                                                 | -                                                                               | 64’                                                                             |
| 29-5-1999                                                                       | Dublino                                                                         | Irlanda                                                                         | 0 – 1                                                                           | Irlanda del Nord                                                                | Amichevole                                                                      | -                                                                               |                                                                                 |
| Totale                                                                          |                                                                                 | Presenze                                                                        | 17                                                                              |                                                                                 | Reti                                                                            | 1                                                                               |                                                                                 |